# Hauho

Wappen von Hauho

Hauho [ˈhɑu̯hɔ] ist eine ehemalige südfinnische Gemeinde in der Landschaft Kanta-Häme. Zum Jahresbeginn 2009 wurde sie zusammen mit den Gemeinden Kalvola, Lammi, Renko und Tuulos in die Stadt Hämeenlinna eingemeindet.

## Geografie und Bevölkerung
Das Kirchdorf von Hauho liegt 32 km nördlich von Hämeenlinna und 63 km südöstlich von Tampere. Die Entfernung zur Hauptstadt Helsinki beträgt 132 km. In Hauho befindet sich der Bevölkerungsmittelpunkt Finnlands, also der Punkt, zu dem alle Einwohner Finnlands durchschnittlich den kürzesten Weg haben. Außer dem gleichnamigen Hauptort gehörte zur Gemeinde Hauho ein Gebiet von 443,37 km² (davon 88,84 km² Binnengewässer). Die Einwohnerzahl betrug zuletzt 3.934.
Die größten Siedlungszentren (taajama) im ehemaligen Gemeindegebiet sind das Kirchdorf Hauho, Eteläinen und Alvettula. Daneben gehörten zu Hauho die Dörfer Aikkola, Ajoranta, Apoo, Hahkiala, Hakkala, Hankala, Hauhontausta, Heinäkangas, Hyvikkälä, Hyömäki, Ilmoila, Joki (Jokioinen), Juntula, Kalaila, Keso, Kokkala, Kokkila, Kukkola, Kyttälä, Lautsia, Lehdesmäki, Lehtelä, Matkantaka, Miehoila, Mustila, Okerla, Pappila, Porras, Porsoo, Rukkoila, Saha, Sappee, Sotjala, Torvoila, Tuittula, Tuulimylly, Uusikylä, Vihavuosi, Villantila, Vitsiälä und Vuolijoki.

## Geschichte

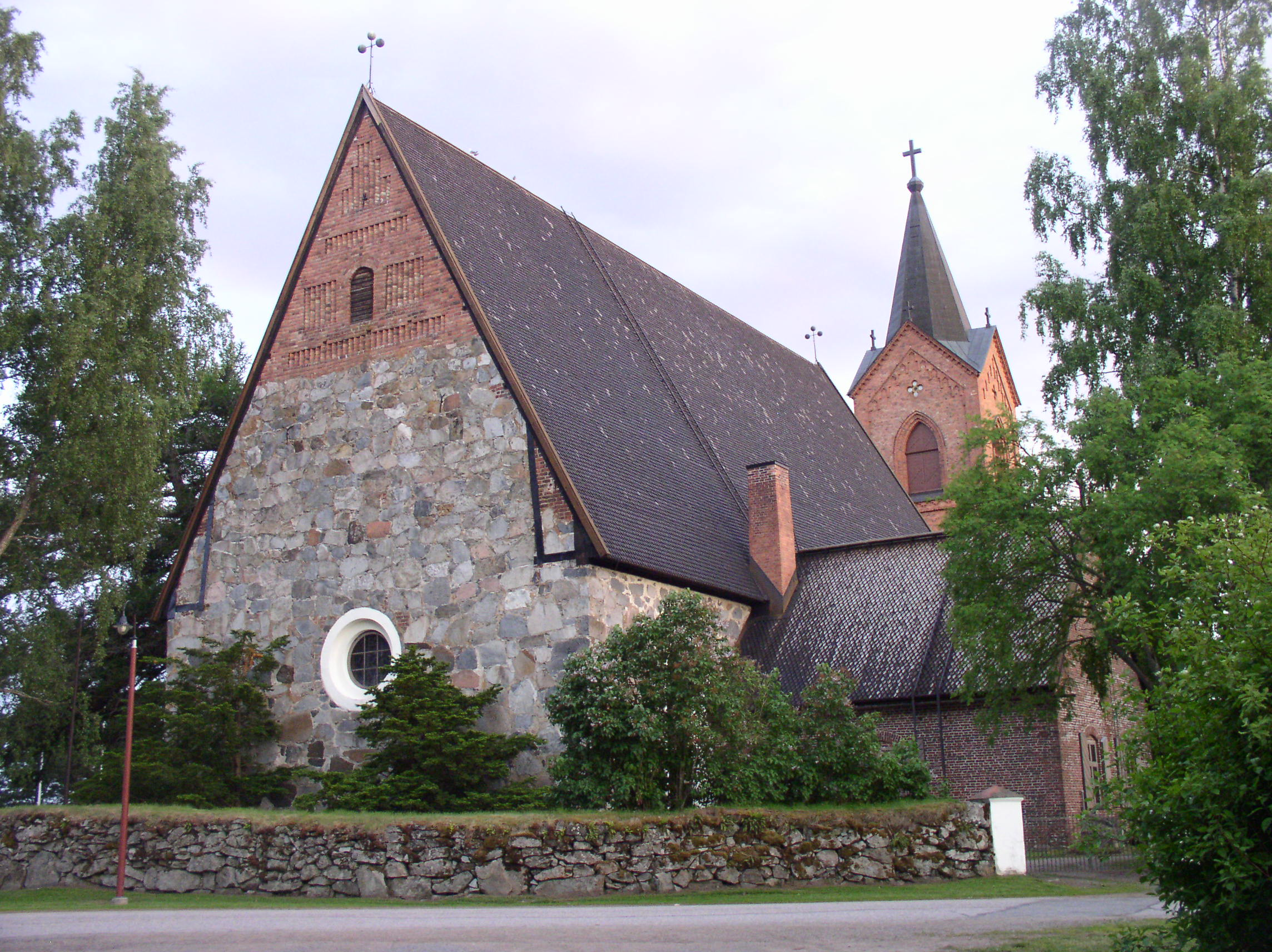
Kirche von Hauho

Die älteste urkundliche Erwähnung von Hauho stammt aus dem Jahr 1329. Damals wurden die Einwohner von Hauho wegen unbezahlter Kirchensteuern in Höhe von vier Eichhörnchenfellen – damals eine übliche Währung in Finnland – mit dem Kirchenbann belegt. Von nun an durften in Hauho keine Messen mehr gelesen, keine Kinder getauft und keine Toten gesegnet werden. Ehen mussten auf dem Friedhof geschlossen werden und die Einwohner durften ihren Bart und ihre Haare nicht scheren und sich auch nicht gegenseitig grüßen. So ist es auch wenig verwunderlich, dass die Bewohner von Hauho bald nachgaben und ihre Steuern zahlten. An diese Begebenheit erinnern auch die vier silbernen Eichhörnchen im Wappen der Gemeinde.
Die Feldsteinkirche von Hauho entstand Anfang des 16. Jahrhunderts. Die Umgebung der Kirche, das alte Kirchdorf ist mit seiner Holzbebauung aus dem 18. und 19. Jahrhundert und seinen engen Gassen eines der am besten erhaltenen Dorfensembles Finnlands.

## Söhne und Töchter
- Wäinö Wuolijoki (1872–1947), Botschafter und sozialdemokratischer Politiker
- Johan Wilhelm Rangell (1894–1982), Sportfunktionär, Politiker und Ministerpräsident